# Maison Saint-Cyr
La maison Saint-Cyr  (lit., «casa Saint-Cyr») es una casa de estilo art nouveau diseñada por el arquitecto Gustave Strauven y localizada en Bruselas. El edificio fue construido entre 1901 y 1903 como casa particular del pintor Georges de Saint-Cyr.

## Descripción

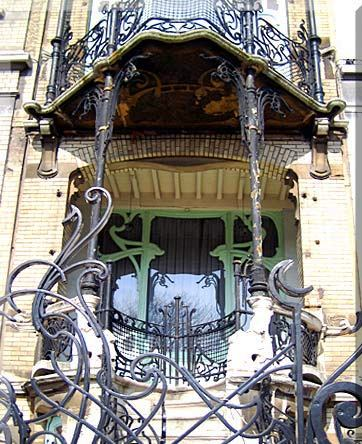

La fachada, que tiene solamente cuatro metros de ancho, está ricamente ornamentada en hierro forjado finamente trabajado formando un conjunto de líneas, curvas y figuras geométricas. Cada balcón tiene una balaustrada de motivos diferentes. La verja de hierro forjado que cierra el jardín es una reminiscencia de una tracería vegetal. Los elementos decorativos de las ventanas (que ocupan una gran superficie), así como los de la piedra blanca esculpida, responden a los dibujos del hierro forjado. 
La loggia de la cuarta planta consta de una armadura metálica plegada en arco de círculo que soporta la estructura.
Esta obra, a veces considerada excesiva y extravagante, es de la época despreciada por los críticos del Art Nouveau a causa de su apariencia juzgada excesivamente decorativa. Se ha descrito como art nouveau barroco. El edificio fue catalogado en 1988 y completamente restaurado entre 2010 y 2011. Anexos 